# Okta, Inc.
 (décembre 2022).
La mise en forme du texte ne suit pas les recommandations de Wikipédia : il faut le « wikifier ».
Les points d'amélioration suivants sont les cas les plus fréquents. Le détail des points à revoir est peut-être précisé sur la page de discussion.
- Les titres sont pré-formatés par le logiciel. Ils ne sont ni en capitales, ni en gras.
- Le texte ne doit pas être écrit en capitales (les noms de famille non plus), ni en gras, ni en italique, ni en « petit »…
- Le gras n'est utilisé que pour surligner le titre de l'article dans l'introduction, une seule fois.
- L'italique est rarement utilisé : mots en langue étrangère, titres d'œuvres, noms de bateaux, etc.
- Les citations ne sont pas en italique mais en corps de texte normal. Elles sont entourées par des guillemets français : « et ».
- Les listes à puces sont à éviter, des paragraphes rédigés étant largement préférés. Les tableaux sont à réserver à la présentation de données structurées (résultats, etc.).
- Les appels de note de bas de page (petits chiffres en exposant, introduits par l'outil «  Source ») sont à placer entre la fin de phrase et le point final[comme ça].
- Les liens internes (vers d'autres articles de Wikipédia) sont à choisir avec parcimonie. Créez des liens vers des articles approfondissant le sujet. Les termes génériques sans rapport avec le sujet sont à éviter, ainsi que les répétitions de liens vers un même terme.
- Les liens externes sont à placer uniquement dans une section « Liens externes », à la fin de l'article. Ces liens sont à choisir avec parcimonie suivant les règles définies. Si un lien sert de source à l'article, son insertion dans le texte est à faire par les notes de bas de page.
- La présentation des références doit suivre les conventions bibliographiques. Il est recommandé d'utiliser les modèles {{Ouvrage}}, {{Chapitre}}, {{Article}}, {{Lien web}} et/ou {{Bibliographie}}. Le mode d'édition visuel peut mettre en forme automatiquement les références.
- Insérer une infobox (cadre d'informations à droite) n'est pas obligatoire pour parachever la mise en page.

Pour une aide détaillée, merci de consulter Aide:Wikification.
Si vous pensez que ces points ont été résolus, vous pouvez retirer ce bandeau et améliorer la mise en forme d'un autre article.
Okta, Inc. est une entreprise américaine éditrice de logiciel spécialisée dans la gestion des identités et des accès basée à San Francisco. Elle fournit un logiciel dans le cloud qui aide les entreprises à gérer les identités numériques et à sécuriser l'authentification des utilisateurs à leurs applications. 
En 2022, Okta compte presque 19 000 entreprises clientes de ses solutions à travers le Monde et se positionne pour la sixième année consécutive comme l'un des leaders mondiaux de solution de gestion des accès informatiques (Gartner MQ).
Okta totalise aujourd'hui plus de 5 000 employés dans le monde. En France, des entités telles que la Croix-Rouge française, Engie, Renault, Vinted ou encore Back Market sont clientes d'Okta.

## Histoire
L'entreprise Okta (anciennement Saasure Inc.)[réf. souhaitée] a été cofondée en 2009 par deux anciens employés de Salesforce, l'américain Todd McKinnon et le français Frederic Kerrest,.
Elle entre en bourse le 7 avril 2017 avec une valorisation à près de 6 Milliards USD lors de l'IPO.
En 2021, Okta rachète Auth0 pour 6,5 milliard de dollars américains afin d'étendre son portefeuille de produits destiné aux développeurs.

## Opérations
Okta a son siège à San Francisco et possède également des bureaux à San Jose, Bellevue, Toronto, Washington D.C., Chicago, Bengaluru, Londres, Amsterdam, Sydney, Paris et Stockholm.
Le headquarter EMEA est situé à Dublin, en IrlandeInterprétation abusive ?.
Les solutions sont vendues sur un modèle à la fois direct ou indirect via des réseaux de partenaires intégrateurs et distributeurs.

## Produits et Services

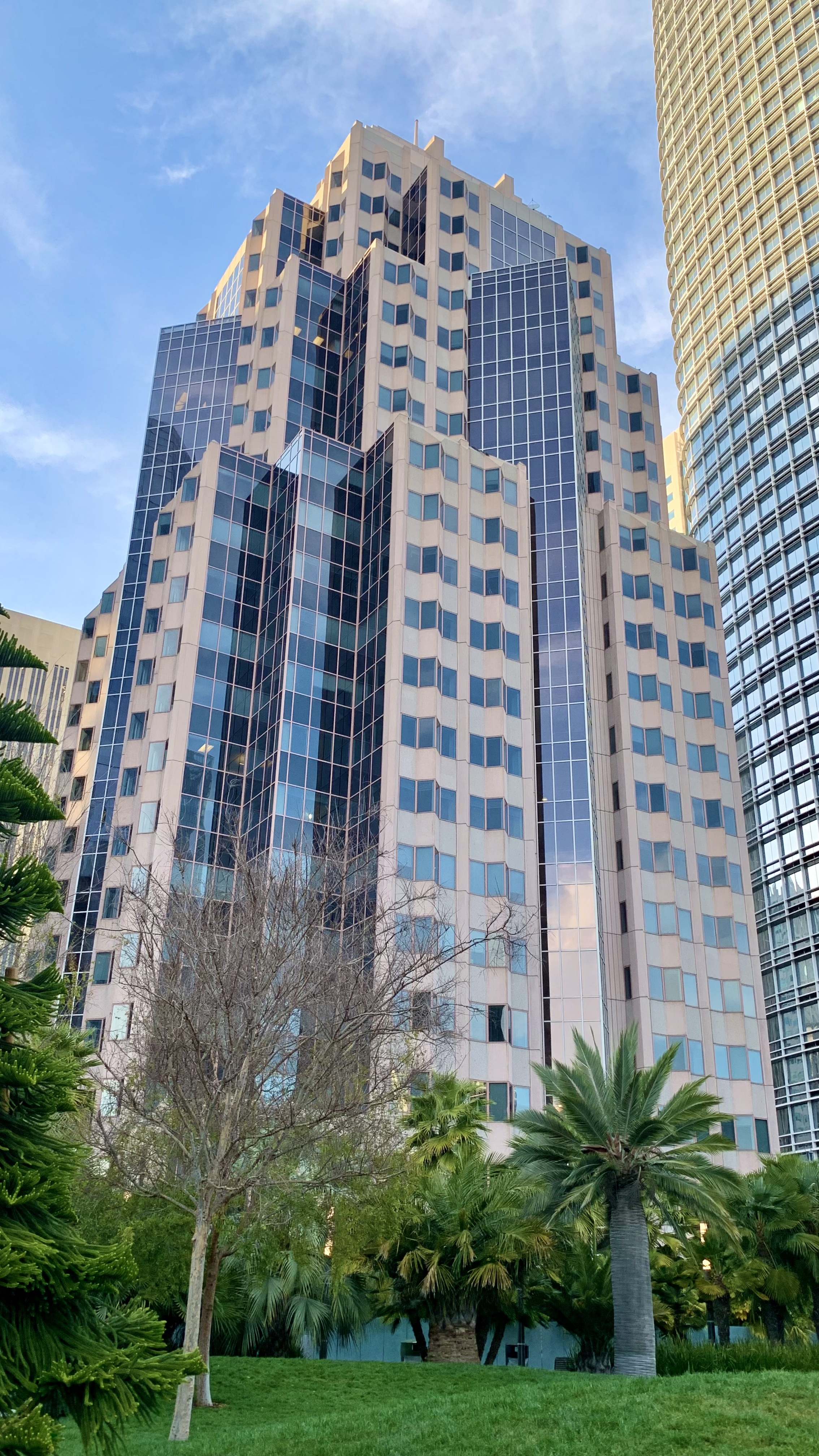
Siège mondial d'Okta à San Francisco, Californie.

Okta vend plusieurs produits sous modèle SaaS, tous dans le domaine de l'IAM (Identity Access Management) et du CIAM (Customer Identity Access Management).
Parmi ces produits, Okta propose des solutions telles que le SSO (authentification unique), la gestion de la gouvernance, l'Universal Directory, l'accès avancé au serveur (aussi connu sous le nom de privileged access management ou bastion pour la protection renforcée des serveurs d'entreprises), la gestion de l'accès aux API, l'authentification, la gestion des utilisateurs, l'intégration B2B, l'authentification multifacteur (MFA), la gestion du cycle de vie des utilisateurs (automatisation des process d'onbarding et offboarding des collaborateurs d'entreprise) et la passerelle d'accès (afin de faciliter les interactions entre Okta et les environnements on-premises). Okta propose également des solutions permettant la gestion des droits et la gouvernance des accès et des identités[réf. nécessaire].
L'entreprise revendique la possibilité de se connecter à plus de 7 000 applications, dont Outlook, Gmail, Workday, Salesforce et Slack avec un seul identifiant. Elle propose également des services d'authentification API.
Les services d'Okta sont construits sur le cloud Amazon Web Services.
Okta organise une conférence annuelle des utilisateurs "Oktane", qui, en 2018, a accueilli l'ancien président américain Barack Obama comme orateur principal. En 2022, cet événement s'est tenu en présence de Serena Williams.
Auth0, la nouvelle filiale d'Okta permet notamment aux entreprises d'avoir recours à l'authentification multi-facteurs pour leurs clients externes ou leurs partenaires business, tout en ajoutant des fonctionnalités liées à l'analyse du comportement client et à l'amélioration de l'expérience utilisateur (via le social login, l'inbound federation ou le progressive profiling par exemple). Auth0 se revendique toutefois comme une plateforme initialement développée "pour les développeurs" ainsi que pour les profils du e-commerce et du marketing. Plus de 2000 entreprises dans le monde sont clientes de ces solutions, dont Pfizer, Marks & Spencer ou encore Siemens.

## Concurrence et Marché
En 2021, Okta estimait que fusionnés, les marchés de l'identité des collaborateurs et celle des clients pesaient plus de 50 Millards de dollars. Le marché de l'Identity Access Management est en forte croissance, notamment du fait de la multiplication des environnements multi-cloud. Il s'agit d'un marché sur lequel les acteurs sont nombreux, qu'ils soient généralistes (Microsoft et Amazon Web Services par exemples) ou pure-player dans certaines sous-catégories de l'identité (SailPoint sur la partie gouvernance, Ping Identity, ForgeRock ou encore CyberArk sur la partie bastion et privileged access management). Le rachat d'Auth0 en 2021 par Okta a permis à l'entreprise d'accélérer fortement sur la partie Customer Identity et pénétrer de nouveaux marchés stratégiques.